# Helena Burman
Anna Maria Helena Burman, född 25 januari 1967 i Luleå, är en svensk travtränare. Hon är verksam i Vinninge utanför Klågerup i Skåne, där hon driver stallet Falk–On–Hill. Hennes hemmabana är Jägersro. Burman har upp mot 30 hästar i träning (2018), och stallets mest framgångsrika hästar är The Bucket List F. och A Sweet Dance (2018). 
Burman använder sig ofta av kusken Tobias O. Eriksson (som även arbetar i stallet) i lopp, men samarbetar även med catch drivers som bland annat Stefan Söderkvist och Johnny Takter.

## Karriär
Burmans travkarriär började när hon letade en ridhäst till sig själv i Luleå, där hon först bodde. Hon besökte då ett travstall och fick stort intresse för sporten. Burman flyttade sedan från Norrland ner till Skåne i början på 2000-talet. Hon började då driva travstall tillsammans med partnern Göran Falk. I början på 2015 tog Burman ut proffstränarlicens vid Jägersro.
Under 2018 segrade Burman i tre upplagor av Margaretas Tidiga Unghästserie på Solvalla. Två gånger tillsammans med A Sweet Dance körd av Johnny Takter och en gång med The Bucket List F. körd av Tobias O. Eriksson. I juli samma år segrade A Sweet Dance tillsammans med kusken Johnny Takter i Guldstoet på Axevalla travbana.
Den 18 september 2018 tog hon ännu en seger med A Sweet Dance i uttagningsloppet till Svenskt Trav-Oaks på Solvalla. Tillsammans med Ulf Ohlsson i sulkyn vann ekipaget loppet med en halv längd, trots en kort startgalopp.

## Segrar i större lopp
| År   | Lopp                                        | Häst               | Kusk / Ryttare     | Lopptyp |
| ---- | ------------------------------------------- | ------------------ | ------------------ | ------- |
| 2018 | Guldstoet                                   | A Sweet Dance      | Johnny Takter      | Grupp 2 |
| 2018 | Margaretas Tidiga Unghästserie, ston / jan  | A Sweet Dance      | Johnny Takter      |         |
| 2018 | Margaretas Tidiga Unghästserie, ston / mars | The Bucket List F. | Tobias O. Eriksson |         |
| 2018 | Margaretas Tidiga Unghästserie, ston / maj  | A Sweet Dance      | Johnny Takter      |         |